# Parque de los Tres Cerros
El parque de los Tres Cerros (en catalán: Parc dels Tres Turons) se encuentra entre los distritos de Gracia y Horta-Guinardó de Barcelona. Se trata de tres cerros pertenecientes a la sierra del Litoral que se adelantan en la llanura de Barcelona desde la sierra de Collserola —nombre que recibe la sierra del Litoral a la altura de la ciudad condal—, y que forman una privilegiada balconada con unas magníficas vistas de la ciudad: son el cerro de la Creueta del Coll, el cerro del Carmelo y el cerro de la Rovira (turó significa 'cerro' o 'colina' en catalán). El primero pertenece administrativamente al distrito de Gracia, mientras que los otros dos al de Horta-Guinardó.
Desde 1953 el Ayuntamiento de Barcelona tiene previsto crear en esta área una gran zona verde que sirva de pulmón a la ciudad, y como centro de ocio y descanso para vecinos y turistas. Sin embargo, desde entonces el plan aún no se ha realizado en su totalidad, en parte por la resistencia de algunas asociaciones vecinales, ya que el proyecto definitivo prevé el derribo de varios edificios de viviendas que se encuentran en los terrenos del futuro parque.

## Historia
El proyecto surgió por vez primera en el Plan Comarcal de 1953, en que se reservaba este espacio —aún poco urbanizado— como zona verde. Sin embargo, la gran afluencia de inmigración en la zona durante las décadas de 1950, 60 y 70 provocó un cierto caos urbanístico en la zona, debido a la especulación inmobiliaria y los establecimientos ilegales, que convirtieron numerosas zonas del área en espacios de chabolismo. En 1976 el nuevo Plan General Metropolitano confirmó la voluntad del consistorio barcelonés en crear un gran parque, aunque el proyecto se ha ido retrasando por diversos factores, entre ellos cierta resistencia vecinal.
Hasta finales del siglo XX se hicieron pocas actuaciones, como la apertura de caminos y la plantación de arbolado en algunas zonas. En 2009 se aprobó el proyecto definitivo, que tendrá una superficie de 122 hectáreas, divididas en un núcleo central de unas 90 hectáreas y una zona perimetral de 25 hectáreas. Está previsto que algunos vecinos que viven actualmente en la zona central sean reubicados a la perimetral, concretamente se verían afectadas 173 familias. En 2014, el alcalde Xavier Trias retomó el proyecto semiabandonado, que será realizado en diversas fases: en primer lugar, la reurbanización de la zona, con actuaciones en la comunicación de todos los espacios, servicios de limpieza y mejora del mobiliario urbano, la pavimentación y el alumbrado; y posteriormente la mejora de los accesos, principalmente en el Turó de la Rovira. Todo ello se ha presupuestado en algo más de tres millones de euros.

## Características físicas

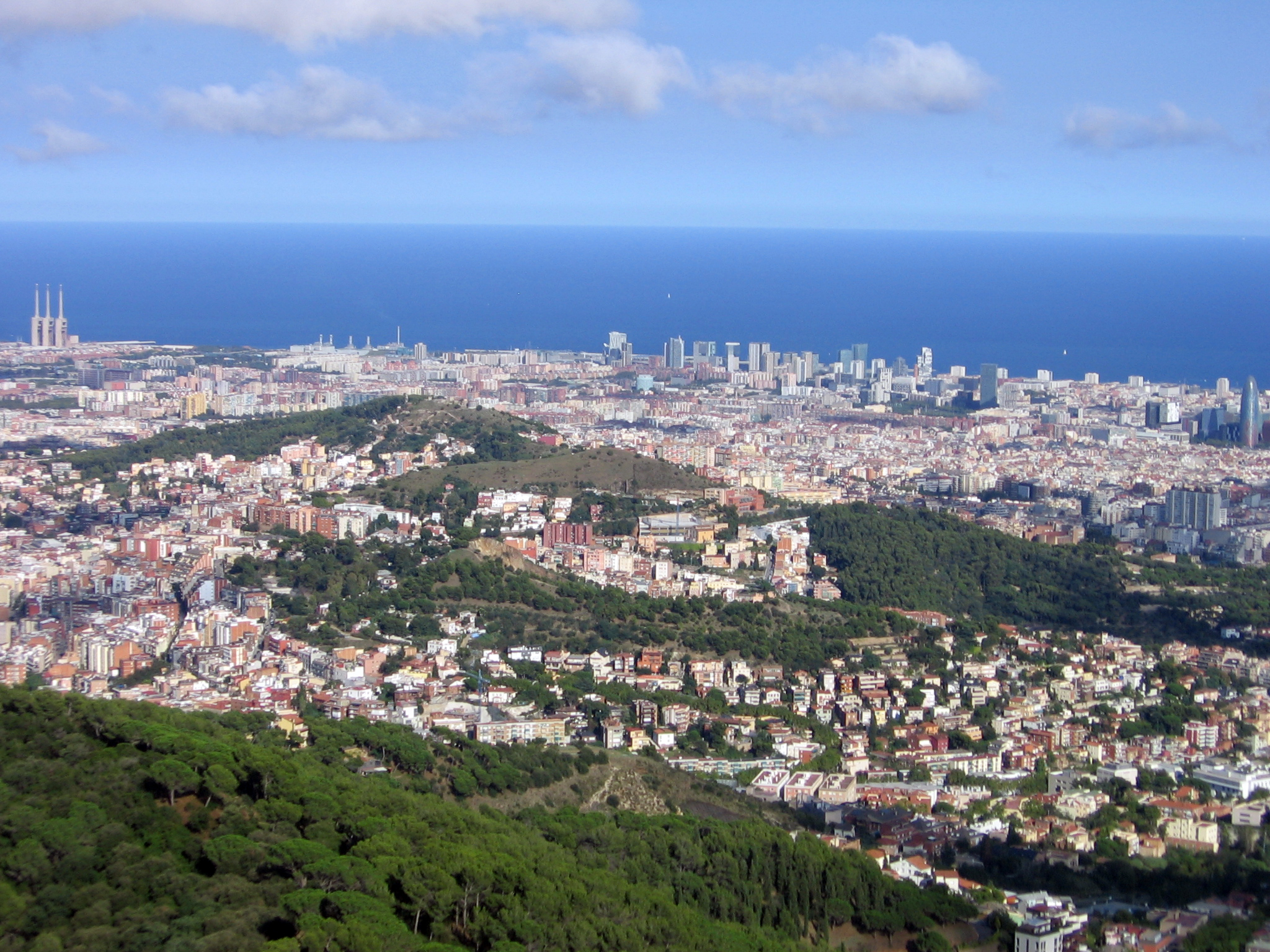
Los tres cerros vistos desde el Tibidabo

La zona se formó geológicamente en la era primaria (paleozoico), y su suelo está formado por rocas metamórficas —principalmente esquisto y pizarra—, sobre un subsuelo granítico originado por una intrusión de magma hace 300 millones de años, durante la orogenia hercínica.
Su clima es mediterráneo, bastante estable en toda la región (14,4 °C de temperatura media anual y 619 mm anuales de precipitaciones). Su principal característica son los veranos secos y calurosos, con inviernos igualmente secos y templados, con una pluviometría muy irregular, con lluvias acumuladas principalmente en primavera y otoño. Esta zona, al encontrarse en la parte que da a la ciudad —y por tanto al mar— de la sierra de Collserola, que es más soleada, tiene un clima marítimo con pocas heladas.

## Los Tres Cerros

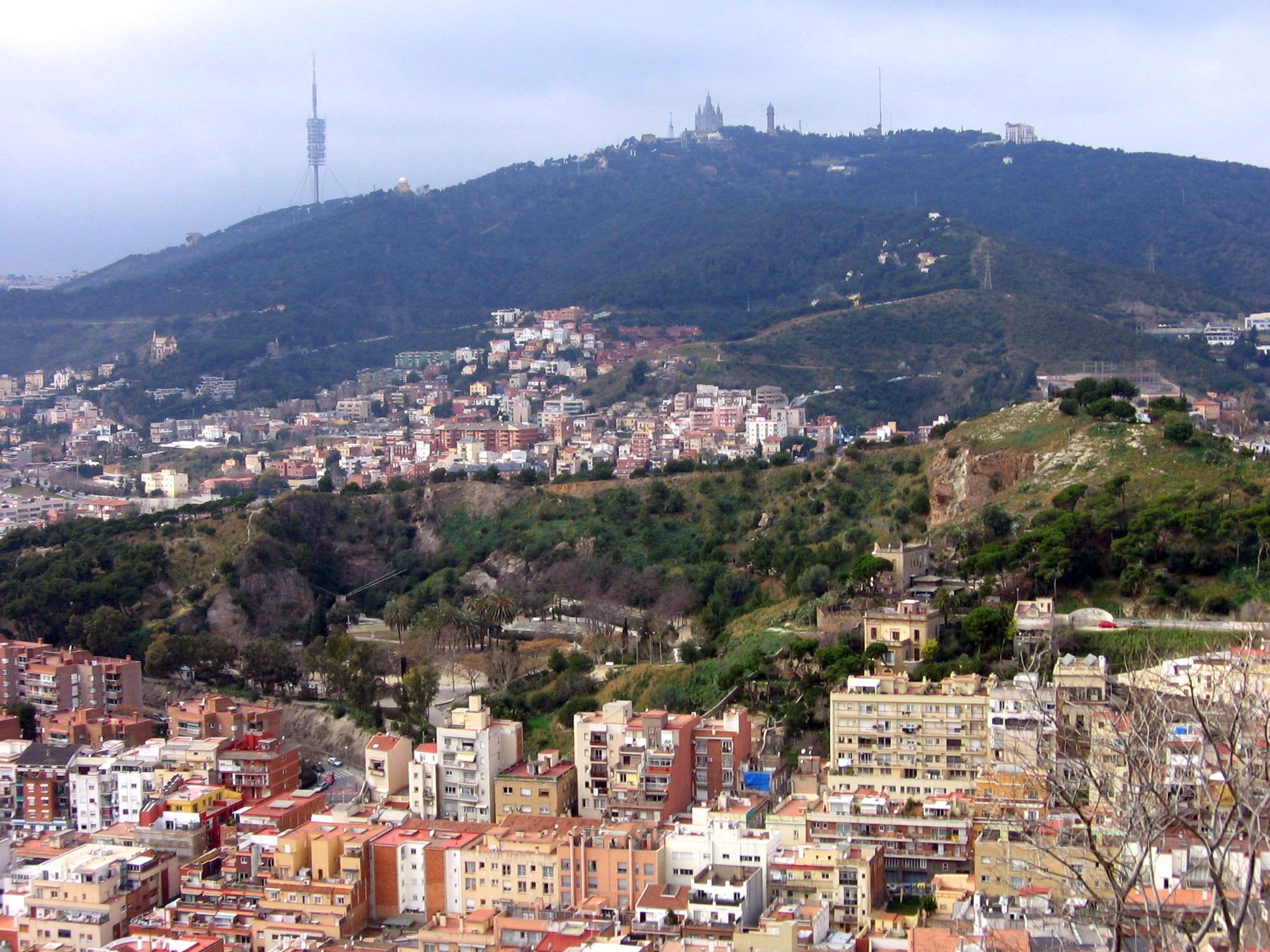
Cerro de la Creueta del Coll

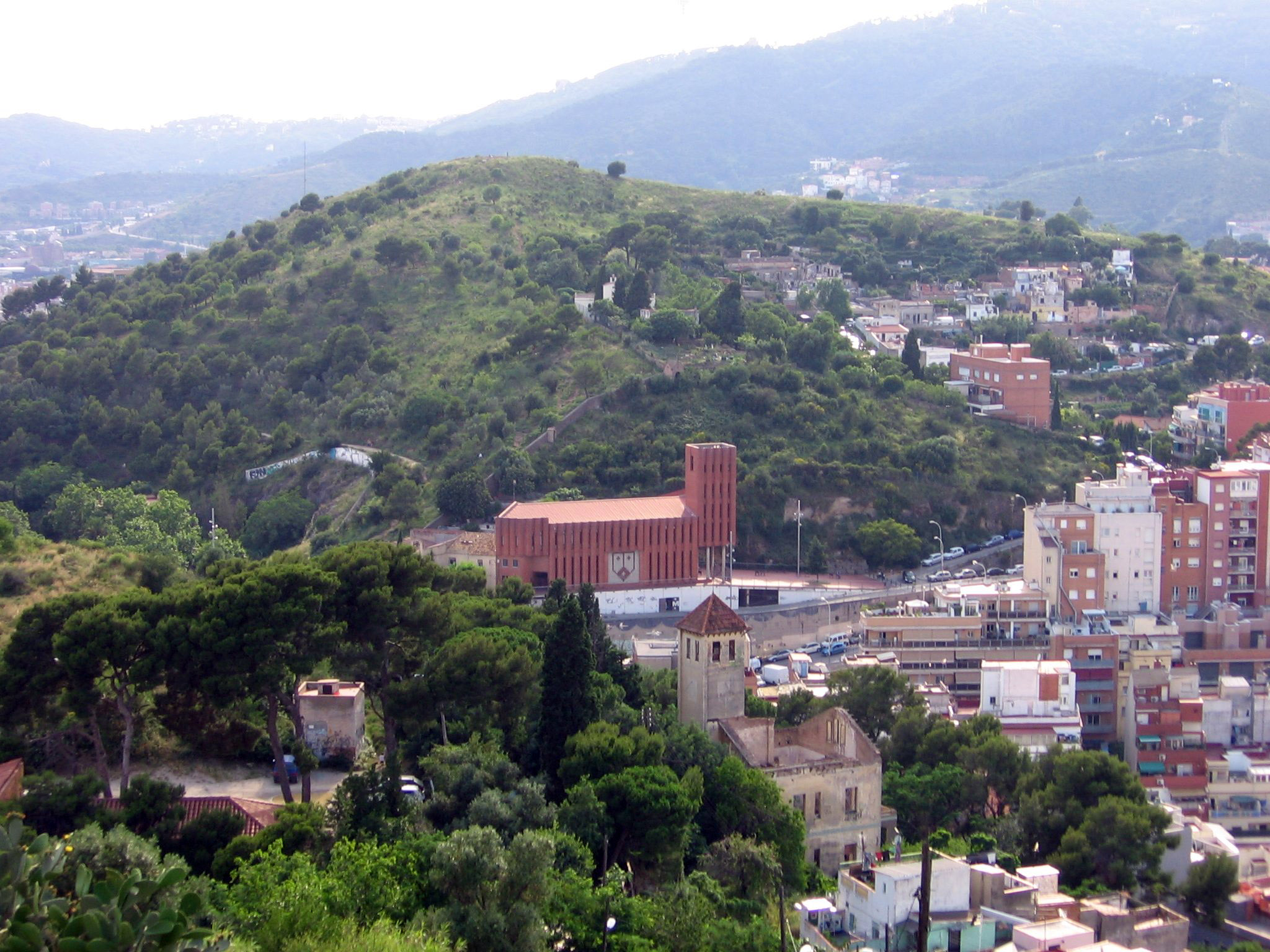
Cerro del Carmelo

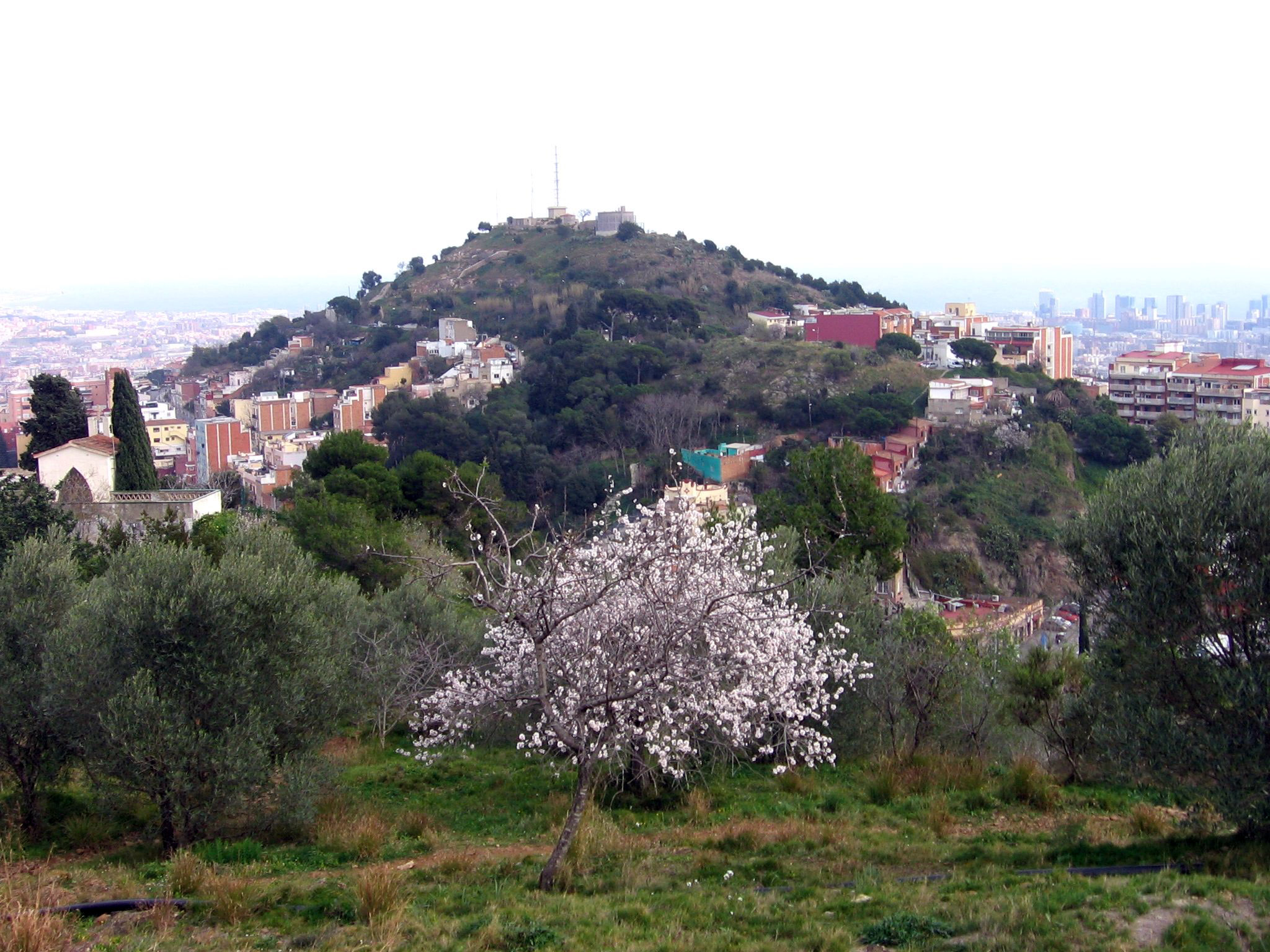
Cerro de la Rovira

### Cerro de la Creueta del Coll
El cerro de la Creueta del Coll (249 m s. n. m.) se encuentra en el barrio de El Coll, en el distrito de Gracia. Antiguamente fue una cantera de piedra granítica, por lo que muchos vecinos lo conocían como la Pedrera («cantera» en catalán). Su terreno fue transformado en parque público en 1987, con un proyecto de Martorell-Bohigas-Mackay. La parte principal del parque contiene una gran plaza de 6000 m², donde destaca un estanque que en verano sirve de piscina pública. Sobre la pared de la antigua cantera, en la parte alta de la colina, se ubica un mirador, con una espléndida panorámica de la ciudad de Barcelona. El parque destaca igualmente por la colocación de dos magníficas esculturas: un monolito titulado Tótem (1987), de Ellsworth Kelly, en la entrada del parque; y Elogio del agua (1987), de Eduardo Chillida, un bloque de hormigón de 54 toneladas de peso suspendido sobre la parte posterior del lago con cuatro cables de acero que cuelgan de la montaña.

### Cerro del Carmelo
El cerro del Carmelo (267 m s. n. m.) se encuentra en el barrio de El Carmelo, en el distrito de Horta-Guinardó. Antiguamente era conocido como turó d'en Móra, y recibió su nombre actual del Santuario de Nuestra Señora del Monte Carmelo, construido en una de sus laderas en el siglo XIX. También es conocido como la Montaña Pelada, por carecer de vegetación en su cima. En su ladera suroeste se sitúa el famoso parque Güell, diseñado por el celebérrimo arquitecto Antoni Gaudí, mientras que la vertiente norte corresponde al parque del Carmelo, que es principalmente una gran masa forestal, aunque hay también dos colegios (Virolai y CEIP Coves d'en Cimany) y un campo de fútbol, el Complejo Deportivo Municipal Carmelo. En la parte central del parque hay asimismo una obra de arte público, El orden de hoy es el desorden de mañana (Saint-Just) (1999), de Ian Hamilton Finlay.

### Cerro de la Rovira
El cerro de la Rovira (261 m s. n. m.) se encuentra en el barrio de Can Baró, en el distrito de Horta-Guinardó. En esta colina hubo un poblado ibérico, hallado en 1930 en unos trabajos de construcción. En el siglo XIX se construyó un depósito de aguas que abastecía a la ciudad, con un suministro procedente del estanque de Dosrius. Durante la Guerra Civil se instalaron unas baterías antiaéreas, de las que quedan algunos restos, que fueron restaurados en 2006 y rehabilitados como centro de estudio para la memoria histórica. En su falda se encuentra el parque del Guinardó, que tiene principalmente una gran zona forestal, aunque su parte más baja fue ajardinada en 1918 por el paisajista francés Jean-Claude Nicolas Forestier, autor del proyecto de ajardinamiento de la montaña de Montjuïc. En la entrada del parque por la avenida de la Mare de Déu de Montserrat se halla El niño del aro (1961), de Joaquim Ros i Bofarull, una famosa estatua de un niño conduciendo un aro que se ha convertido en el elemento más emblemático del parque y en un símbolo del barrio de El Guinardó.